# Mangsang (Sei Beduk)
Mangsang is een bestuurslaag in het regentschap Batam van de provincie Riau-archipel, Indonesië. Mangsang telt 31.728 inwoners (volkstelling 2010).